# Appony
Appony (szlovákul Oponice) község Szlovákiában, a Nyitrai kerület Nagytapolcsányi járásában.
A község mellett állnak a 13. századból származó apponyi vár romjai. A községben található egy 16.-17. századi reneszánsz kastély, benne az Apponyiak könyvtárával.

## Fekvése
Nagytapolcsánytól 12 km-re délre, a Nyitra bal partján fekszik. A község a Nyitrai dombvidék keleti részében lelhető fel. A község határának fával nem borított részét elsősorban harmadkori üledékes kőzetek borítják, míg a dombokat és sziklákat főképp másodkori kőzetek. A területet elsősorban melegkedvelő tölgy, erdei fenyő és gyertyán borítja.
A község felett húzódik a Tribecs-hegység, a legmagasabb hegyével: a Nagy-Tribeccsel (829 m).
A község központjának tengerszint feletti magassága 168 méter, a határ magassága 152-503 méter között váltakozik. A község kataszteri területe 1229 ha.
A község egy részén keresztül folyik az Appony patak, mely a Nyitrába torkollik.

## Története

### Őskor
Appony határából az első emlékek, amelyek ember jelenlétére utalnak az újkőkorszakból származnak (Kr. e. 5000-3000 között). A Tribecs nyugati része körülbelül ettől az időtől kezdve minősül lakott helynek. Az újkőkorszak előtt csak időnként jártak a Nyitra mentén kisebb vadászcsoportok, akik csak rövid ideig szálltak meg ezen a vidéken. Az újkőkorszakban jelennek itt meg az első földművelésre utaló nyomok, melyek nyilvánvalóan az emberi letelepedésre utalnak a vidéken. Ebből az időből kerámiákat is találtak a község határában. Az 1978-as ásatások során a vonaldíszes kerámia kultúrájának cserépmaradványait tárták fel a község területén. A leletek a kastélyt és a várat összekötő út jobb oldalán, egy dombon kerültek elő. A terület benépesítése a fiatalabb újkőkorszakban is folytatódott. Ezt bizonyítják a lengyeli kultúra cserépedényei, melyekre az 1983-as felszíni gyűjtés során akadtak a "Za depom" nevű dűlőben. A hallstatt kor (kora vaskor) időszakában a Nyitra mente elég sűrűn lakott területté vált. Ez időben a népesség saját védelme érdekében a kiemelkedő területekre erődítményeket kezdett építeni. Ilyen erődítmény-maradványok láthatók a Tribecs csúcsán is.

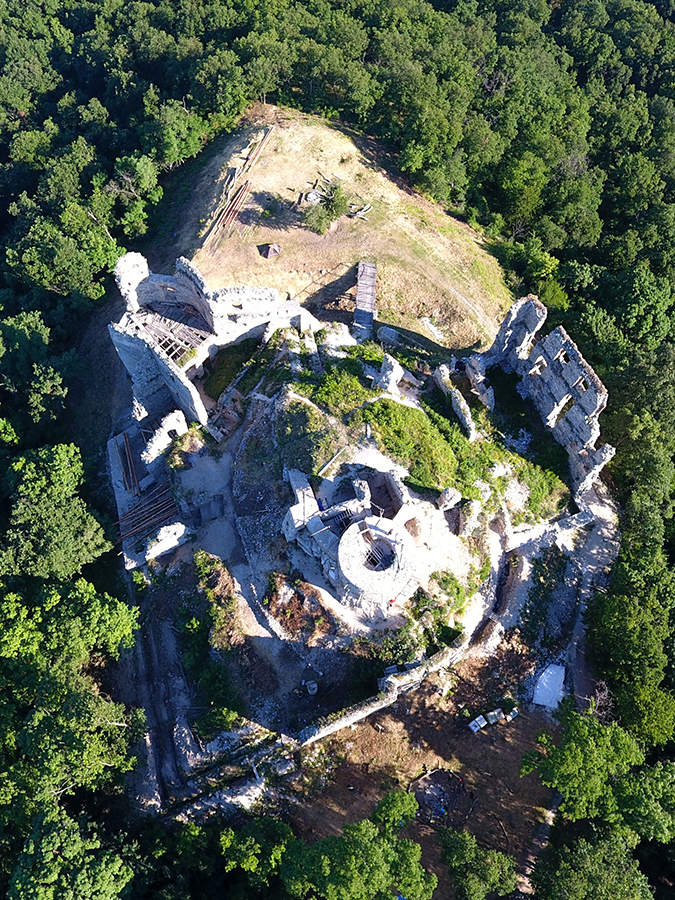
Appony vára - légi fotó

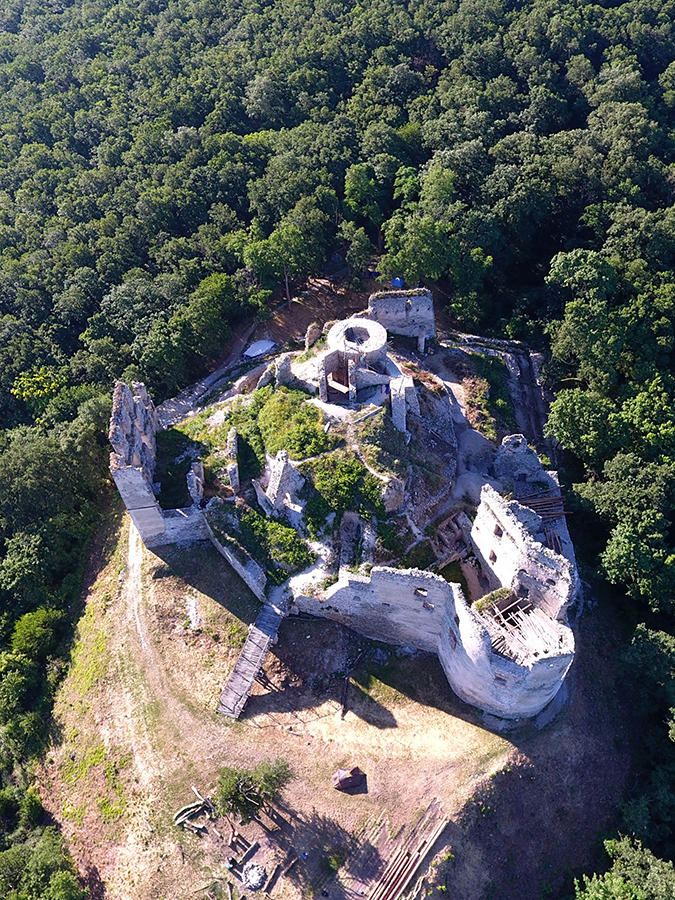
Appony vára - légi felvétel

### Középkor
A szlávok az 5. és 6. század fordulóján érkezhettek erre a vidékre. A felső Nyitra mentén a 8.-9. századra sűrű településhálózat alakult ki. A 10. századra a helyi szláv államalakulatok belső harcok következtében felbomlottak. 9-10. századra tehető kerámialeleteket találtak 1978-ban a falu belterületén. Valószínűleg 11. századi cserépleletek kerültek elő a "Pod čerešňou" dűlőből. 11-12. századi telepleletek kerültek elő az 1970-71-es terepbejárások alkalmával a "Pod zámkom" dűlőből, délnyugatra Apponytól. A település határában található az Apponyi vár is, melyet 1981-ben kutattak. Ennek során is kerámianyag került elő, melyet a 12. és 13. század fele közé kelteztek. A vár első fennmaradt írásos említése csak 1300-ból származik.

#### 13. század
Appony területéről a legkorábbi hivatkozás a 13. századból származik. Ekkoriban nem egy településként, hanem sok apró településrészként létezett, ez a terület ma Szulóc határában van. Az okiratok elsőként Egyednek, az apponyi vár katonájának birtokáról szólnak. 1240-ben Egyed fia Grab IV. Béla királytól 70 hold földet kért az elpusztult Trepkóc falu határából. A király kérését meghallgatta, de a kapott birtokért cserébe köteles a királyi hadseregbe egy teljesen felszerelt katonát küldeni. Még ugyanebben az évben Mátyás nyitrai ispán tette Grab számára az ajándékozott földet örökletessé. Grabbal a későbbiek során már nem találkozunk. Valószínű, hogy az 1241-es Muhi ütközetben esett el.
Appony és Szulóc községeket a nyitrai káptalan 1244. november 16-án, Ipolyságon kelt oklevelében említik először. Ekkor említik először Appony Szent Péter és Pál apostoloknak szentelt templomát. Ezen oklevél alapján IV. Béla király az Elefánthy család Parna menti birtokát (ma Pozsonyfehéregyház) Nagyszombat városának adományozta. Hogy Elefánthy Derst és testvérét, Andrást kártalanítsa, a Nyitrai vár Dubnica nevű földjét ajándékozta nekik, mely közelítőleg 600 ha kiterjedésű volt. A király II. Ádám nyitrai püspököt bízta meg, hogy pontosan kijelölje a földterület határát. A határ leírásából nyilvánvaló, hogy Dubnica nem más, mint a mai Szulóc, továbbá az oklevél említi mindkét Apponyt is.
A határ kijelölése délnyugaton kezdődött, Dubnica (Szulóc), Kisappony és az elpusztult Podluzsány (a mai Kovarc és Kisappony között, a Nyitra folyóhoz közel helyezkedett el) határainak találkozásánál. Erről a helyről a Dubnica patak átlépése után Podluzsány felé tartott, majd egy Egyed által birtokolt puszta felé, végül Trepkóc irányába haladt. Innen egy gyümölcsösön keresztül haladt Ladina földjére, majd onnan a Tribecs hegységbe. Itt vált Dubnica határossá egy bizonyos Sándor birtokával, illetve a Zobori apátság ghymeskosztolányi birtokával. A határ áthaladt még Madius birtokán, majd visszatért kiindulási helyére.

#### 14. század
Appony várát a Csák nembeli Csák (Csák Máté fivére) építtette a 13. század második felében. Csák halála után a vár Mátéé lett. Máté ellentétbe keveredett III. János nyitrai püspökkel. A püspök többször panaszt tett a királynál, hogy a nagy hatalmú kiskirály birtokait pusztítja. 1321-ben meghal Csák Máté, a vár királyi vár lesz. A nyitrai káptalan a környező birtokait csak 1326-ban kapta vissza. Károly Róbert előírta a káptalannak, hogy készítsen összeírást birtokairól. Így megtudhatjuk, hogy a környező faluk közül Szulóc és a ma már nem létező Podluzsány, Dubnica és Dragfalva voltak a nyitrai káptalan birtokában. Appony mint független plébánia 1332–1337 között alakult meg, első plébánosa Getardus volt. 1336. augusztus 14-én a pozsonyi káptalan jelentéséből kiderül, hogy Mogh gróf özvegye Margit, Barlea gróf lánya az itteni birtokát a nyitrai káptalannak adományozta. 1392. március 26-ától az apponyi vár nemesi kézbe került. Előbb Túróci Benedek birtokolta, aki a várba megbízottját, Mihályt (Mihalko) ültette. Mivel a vár urai többször követtek el birtokháborítást a nyitrai káptalan kárára (szőlőjét leszüretelték, rétjeit lekaszálták), a zobori konvent elvette a birtokot Túróci Benedektől és 1395. április 21-én a várat, a községet és több tartozékot Péternek, Sztrázsai Tamás fiának adta, aki az Apponyi család alapítója. 1396. május 21-én Zsigmond király heti vásárokat engedélyezett az Apponyiaknak.

#### 15. század
Apponyi Péter halála után fiai, Miklós és Tamás ismét konfliktusba kerültek a nyitrai káptalannal, amellyel azonban végül 1406-ban sikerült egyezségre lépni és így ki lett jelölve a közös birtokhatár. Érdekes sajátság, hogy ebben az időben Szulóc Dubnica néven szerepel. A közös határ Appony irányából a szőlőhegy felé mutatott. Itt a határt a Farkaskő (Vlčia skala) jelölte ki, majd a határ az erdőn keresztül vezetett a Tribecsbe, egészen Szentforrásig (Svätý prameň). Ez után a felek megegyeztek, hogy a feljebb található erdőket közösen használják. A 15. században az erdők kihasználásával kapcsolatban megjelentek az első problémák, mivel minden tulajdonos őrizte területeit. 1424-ben Kozmas nyitrai kanonok a nádornál panaszt tett a kisapponyi urakra, akik az előző télen a szulóci és kisapponyi határ közti területen kivágták az erdőt és szántófölddé tették a területet. Az 1430-as években a szomszédok közötti konfliktusok egy időre alábbhagytak, mivel megjelentek a Nyitra felső folyásánál a husziták. A husziták nagytapolcsányi hadiszállásukról sokáig rettegésben tartották a környéket. 1458-ban Mátyás király trónra lépésével a huszita veszély megszűnt. Nem sokkal ezután ismét jelentkezik a birtokviszály az Apponyiak és a nyitrai káptalan között. 1467-ben a viszályba Mátyás is beavatkozott. Új határmegjelölést írt elő a két fél számára. A határkövek felállításánál részt vett Miklós zobori apát, a nyitraludányi András apát, Forgách Péter, Ludányi Péter, Elefánthy András, Nyitraszerdahelyi László és Imre, továbbá a kisapponyi birtokosok. Még ez a rendelkezés sem tudta megállítani a későbbi vitákat. Az 1480-as években nagyon durva határsértések történtek elsősorban az Apponyiak részéről. Erre válaszként a nyitrai káptalan szulóci, elefánti és szalakuszi jobbágyait a nagyapponyi határban kaszáltatja. 1483-ban a nyitrai káptalan ismét kéri a határkijelölést. Erre az Apponyiak ismét határsértő akciókba kezdtek. 1483. július 15-én ismételten határkijelölő bizottság gyűlt össze a Garamszentbenedeki apátság embereiből és a nádor által delegáltakból. Ezt a bizottságot azonban Apponyi György és Gáspár szétkergették. 1483. július 27-én az Apponyiak a plébániatemplomnál megtámadták a káptalan szulóci jobbágyait, név szerint Romlík Jánost és Istvánt, valamint Jakusovics Tamást. A súlyos testi sértéstől csak úgy menekültek meg, hogy Csuklász István kisapponyi nemes a kúriájában elrejtette őket. Az Apponyiak ezután az akciójuk után királyi bíróság elé kellett, hogy álljanak, ahol 60 aranyra büntették meg őket. A büntetést még 1487-ben sem fizették ki. Ez a tárgyalás azonban hozzásegített, hogy megjavuljon a viszony az Apponyiak és a káptalan között. 1495-ben már Apponyi György 50 arany kölcsönt kér lánya, Katalin esküvőjére Lipovnoki Gáspár nyitrai kanonoktól.

### Újkor

#### 16. század

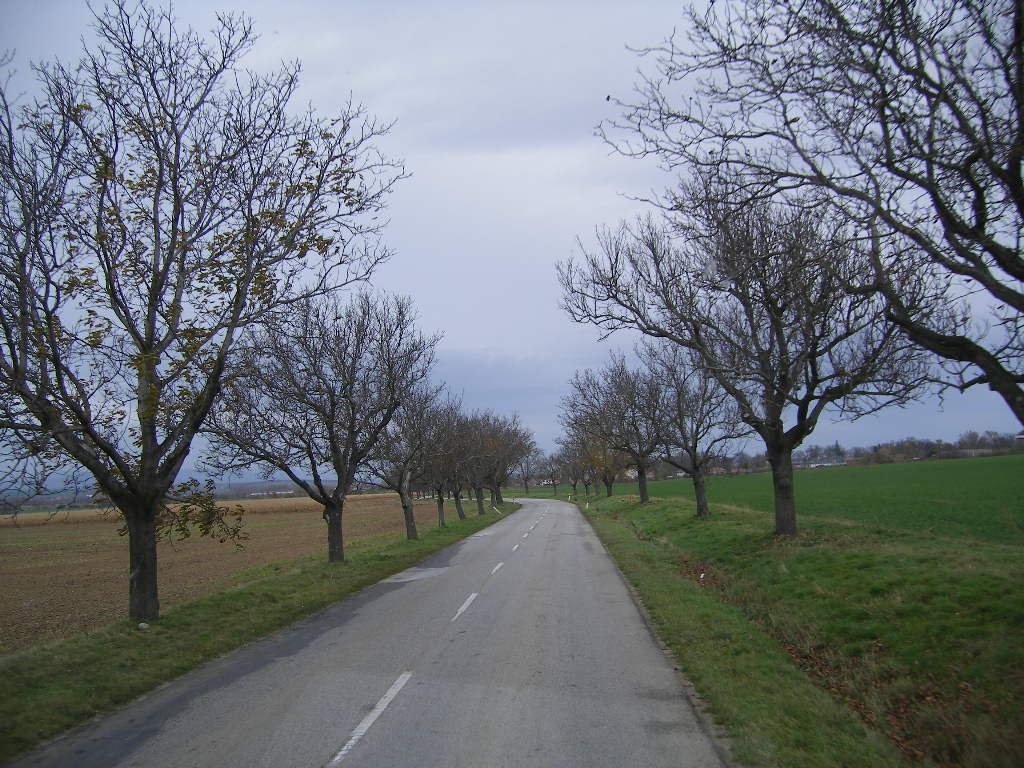
A Nyitra felé vezető országút

A 16. századra a békétlenségek megszűntek, Apponyi Péter régi birtokainak eladásakor megjelent Romlík János és István is Szulócról, ami nyilván az Apponyiak és a szulóciak között bekövetkezett enyhülés eredménye. A mohácsi csata után meglehetősen nyugtalan időszak köszöntött Apponyra. 1530 körül a törökök átkeltek a Dunán, így a Garam illetve a Vág vidékét is fenyegetni kezdték alkalmi portyáikkal. 1531-ben már a Nyitra vármegyei összeírásokon ez nyilvánvalóan megmutatkozik, melyből kiderül, hogy a törökök Nyitrától észak felé vonultak Appony, Kovarc, Szolcsány irányába. Útközben csaknem minden falut elpusztítottak, sok foglyot ejtettek. Appony és Szulóc helyzetüknek köszönhetően túlélték ezt a súlyos csapást. A 16. század közepén megjelenik Magyarországon a protestantizmus. Appony környékén csaknem az összes falu, Apponnyal egyetemben evangélikussá lesz. 1570. április 4-én Miksa király engedélyt adott Apponyi János és Abstemius-Bornemisza Pál nyitrai püspök közötti birtokcserére. A 16. század végén Nagyapponyban több mint 30 lakott jobbágyház volt. Emellett itt voltak az Apponyiak kúriái is (legalább 5). A közeli Kisapponyban mindössze 10 lakott ház volt. Ebből következően Kis- és Nagyapponyban együtt körülbelül 250 lakos élhetett. Szulócon ekkor 23 jobbágyház található. Mindkét falu így közepesnek számított a környéken. 1589-ben Szulócon már 45 lakott ház van. Egy házban 5-6 személy lakhatott, így ekkor 250 lakosa lehetett a községnek. A 16. században épült Appony várának déli bástyája. A harcokban a vár nem szerepelt.

#### 17. századés areformáció
A reformáció kezdetei Tapolcsány környékén, Nyitraperjésen, Vesztényben (Privigye mellett) és Nagytapolcsányban kezdődött a 16. század közepén és egészen 1674-ig tartott. Az Apponyiak is hamarosan áttértek az evangélikus vallásra, őket az augsburgi vallásbéke értelmében követték jobbágyaik. Igen hithű evangélikus lett Apponyi Pál (1546–1624) koronaőr, aki Vizkelethy Tamással és Osztrosics Andrással együtt az 1606-os bécsi béke zárását készítették elő. Apponyi Gáspár és Péter is vallási buzgóságukról voltak híresek. A 16. század végén a törökök megtámadták Nagytapolcsányt. Apponyban felégették az iskolát, a templomot és a plébániát. A templom felújítását éppen Apponyi Gáspár állta, akinek Török Katalin volt a felesége. A későbbi időkben Bethlen Gábor háborúi és Pázmány Péter hittérítő munkája következtében az Apponyiak visszatértek a katolicizmushoz. Apponyi Balázs és István 1620 körül elvették az evangélikusok templomát és iskoláját, papjukat elűzték, ami ellen az evangélikusok panaszt emeltek. Apponyi Balázs Serényi Borbála férje, 1622-ben nyitrai alispán volt. Az evangélikusok eközben ismét visszavették templomukat és iskolájukat, 1621-ben ugyanis Pelargus Lőrinc (lelkész 1621–1627 között) nagykosztolányi lelkészt hívták meg papnak. Az evangélikusok helyzete 1674-ig ismét nyugodt volt. Ekkor Bohus György (lelkész 1647–1674 között) evangélikus lelkész távozásával az evangélikus gyülekezet megszűnt. Hivatalosan azonban csak 1705-ben, a Szécsényi országgyűlésen került vissza Appony a katolikusokhoz. Egyetlen evangélikus kongregáció volt a faluban 1616. szeptember 5-én. A legrégibb vizitációról fennmaradt emlék 1559-ben történt. 1613-ban Abrahamides Izsák evangélikus nyitrai szuperintendens végezte a vizitációt. 1657-ben Tarnóczi Márton végezte a vizitációt. A reformáció idejéből nyolc evangélikus lelkész nevét ismerjük, akik Apponyban tevékenykedtek. Az Apponyi iskola rektorai: Rosza János (1591), Michaelis Miklós (1605–1607), Molcanus István (1607–1632), Zajác János (1633–1656) és Pastierovics János (1657–1675).

#### 18. századtól

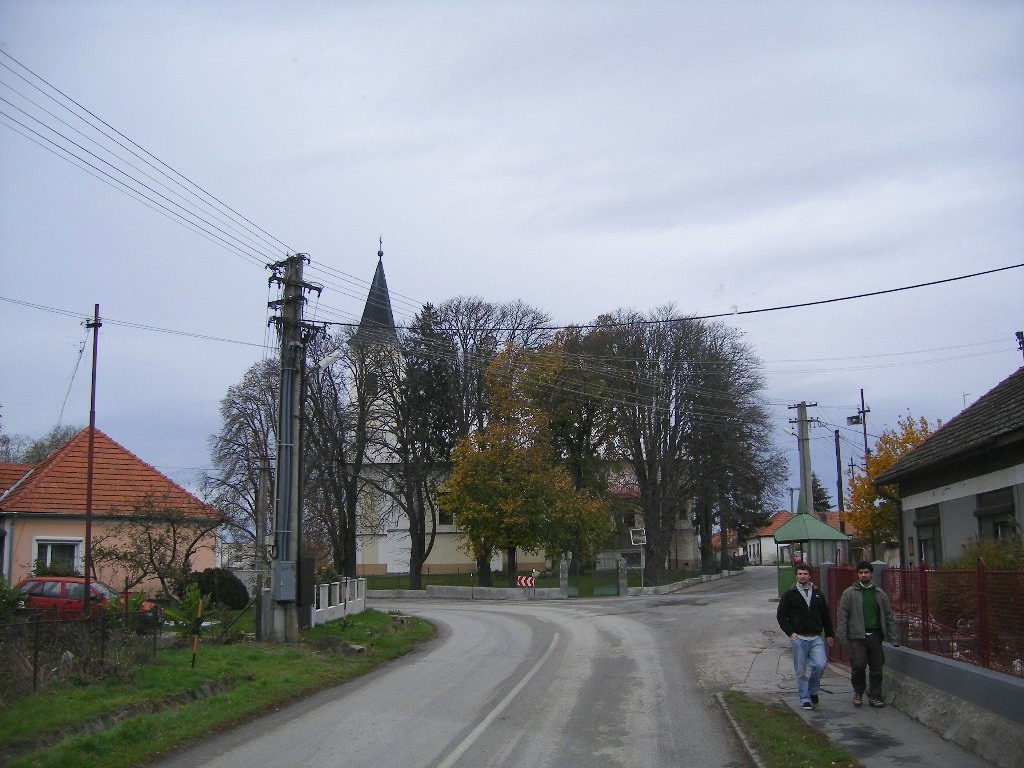
A katolikus templom

Valamikor 1707–1719 között az apponyi és kovarci plébániát egyesítették és Kovarc-Appony névvel jelölték, de időnként Apponyt teljesen elhagyták. Így Appony nem hivatalosan Kovarc fiókegyháza lett, mivel a plébános Kovarcon székelt. Az egyházi szertartásokon azonban nem esett csorba, az anyakönyveket is külön vezették. Ezen időben két anyakönyv is keletkezett, az egyik Mihalovics János (1719–1723) tevékenysége idejében 1719. július 30-án, a másik Szeleczky József (1775–1782) tevékenysége idejében 1777. január 1-jén. 1775. március 13-án VI. Piusz pápa Romanus pontifex bullájával új egyházmegyéket hozott létre. Ezzel együtt az Esztergomi Főegyházmegye 13 plébániáját a Nyitrai Egyházmegyéhez csatolták. Ezek közé tartozott Appony és Kovarc is. Addig a Nyitrai Főesperességhez és a Tapolcsányi Espereskerülethez, azután a Székesegyházi Főesperességhez, illetve a Szkacsányi Espereskerülethez tartoztak. Ezt a felosztást Mária Terézia támogatta.
1788. október 19-én az apponyi római katolikus plébánia ismét függetlenedett Kovarctól. Ezt ünnepi szentmisén Szkladanovics István hirdette ki. A Szkacsányi Espereskerület esperese (kovarci plébános) átadta a plébániát és a templomot az új apponyi plébánosnak, Hollý Györgynek (1788–1790). Az új plébános jól gazdálkodott, amit könyvelései is mutatnak, melyeket a helyi plébánia és szegényház számára is vezetett. 1789. április 14-én Fuchs Ferenc nyitrai püspök új espereskerületet hozott létre Kovarc székhellyel, így Apponyt is a Kovarci Espereskerületbe helyezte. A kovarci espereskerület 1952-ben megszűnt.
Appony 1910-ig Nagyappony és Kisappony községekből állt. Nagyappony a Nyitra folyótól a plébániatemplomig terült el, Kisappony a plébániatemplomtól Kovarc és Szulóc községek határáig. Nagyappony birtokosai az Apponyiak voltak, míg Kisapponyban a Bartakovics, Ghéczy, Marczibányi és Frankner családok voltak birtokosok. A mai Appony Kis- és Nagyappony egyesítésével keletkezett. A trianoni békeszerződésig Nyitra vármegye Nagytapolcsányi járásához tartozott.
Apponyi Henrik adósságai miatt elzálogosította az Apponyi kastélyt. A birtokokat Slezák Vitus bérelte, amit 1936-tól Lelley János (Lelley Jenő fia) igazgatott. Slezák 1938-ban a birtokokat ismét eladásra kínálta.

## Népessége
| Év:            | 1994. | 2004.    | 2014.   | 2024.   |
| -------------- | ----- | -------- | ------- | ------- |
| Emberek száma: | 832   | 917      | 830     | 834     |
| Eltérés:       |       | +10,21 % | -9,48 % | +0,48 % |

| Év:            | 2023. | 2024.   |
| -------------- | ----- | ------- |
| Emberek száma: | 832   | 834     |
| Eltérés:       |       | +0,24 % |

A község lakóinak száma 1869-ben 727 fő.
1880-ban 666 lakosából 509 szlovák, 89 német és 39 magyar anyanyelvű volt.
1890-ben 751 lakosából 612 szlovák, 72 magyar és 61 német anyanyelvű volt.
1900-ban 747 lakosából 621 szlovák, 75 német és 47 magyar anyanyelvű volt.
1910-ben 716 lakosából 621 szlovák, 78 magyar és 15 német anyanyelvű volt.
1921-ben 833 lakosából 778 csehszlovák és 15 magyar volt.
1930-ban 867 lakosából 819 csehszlovák és 8 magyar volt.
1970-ben 983-an lakták.
1991-ben 897 lakosából 882 szlovák és 4 magyar volt.
2001-ben 878 lakosából 873 szlovák és 3 magyar volt.
2011-ben 879 lakosából 850 szlovák és 6 magyar volt.
2021-ben 820 lakosából 764 szlovák, 3 magyar, 5 egyéb és 48 ismeretlen nemzetiségű volt.

## Neves személyek
- Itt született 1736-ban Apponyi György főispán.
- Itt született 1878-ban Miklós Jenő író, költő, újságíró.
- Itt született 1910-ben Viliam Jozef Máchal egyházi író, műfordító, plébános.
- Itt született 1880-ban Tenczer Gyula tisztségviselő, kormánybiztos.
- Itt szolgált Hamar Kálmán Vince (1876–1963) esperes, plébános.
- Itt ásatott Egon Wiedermann (1953) szlovák régész- és múzeológusprofesszor.

## Község nevei

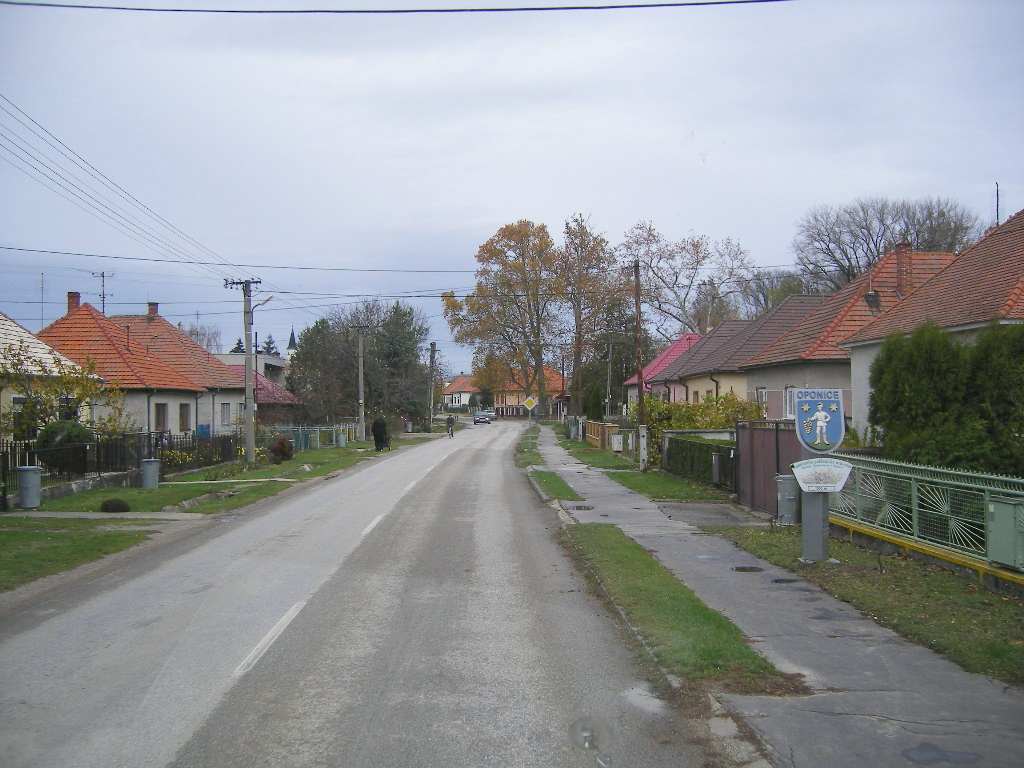
Apponyi utcakép

Appony község a következő neveken fordul elő a történelem folyamán:
Oponu (1244)
Opon (1244, 1336, 1395)
Apon (1268, 1326, 1416, 1515)
Oponh (1300)
Appony (1408)
Naghapon (1570)
Nagy–Appony (1773)
Apponitz (1773)
Opponicze (1773)
Apony, Opponicze, Nagy–Apony (1786)
Kis–Apony, Nagy–Apony (1808)
Malé Opoňice, Welké Opoňice (1808)
Kisappony, Nagyappony (1863, 1873–1877, 1882, 1888, 1892–1913)
Oponice, Aponice (1920)
Oponice (1927)

## A község jelképei
A község címere, pecsétje és zászlója a község jelképei. A mai címer az egykori községi pecsét APPONYI KÖZSÉG PECSÉTJE alapján készült el. A pecséten egy férfialak látható, fejénél két oldalt két csillaggal, jobb kezében szőlőt tartva.
A címer jelentésének értelmezése összetett. Egyes vélekedések szerint a címeren Szent Orbán látható, aki a borászok védőszentje. Mivel az ábrázolt alak nem püspöki habitusban van, ezért ez a feltételezés nem helyénálló. A heraldikusok szerint egy egyszerű szőlőművest ábrázoltak a pecséten. Ez feltehetőleg arra utalhat, hogy Appony múltbeli szőlőtermesztése jelentősebb volt, mint a mai. A címer színeit a heraldika törvényszerűségeinek megfelelően választották. Ennek megfelelően ezüst borászt ábrázoltak arany ruhával, csizmával, sapkával és szíjjal, a pázsit zöld színű, a csillagok és a szőlő arany, a háttér kék. A címer késő gót vagy spanyol pajzsban van. Fekete-fehér ábrázolás esetén a kék színt vízszintes, a zöldet ferde sraffozás, az aranyat pontozás jelöli, az ezüst szabad marad.
A zászló oldalainak aránya 2:3, mely 3 csúccsal van lezárva, melyek a zászló harmad részeiben találkoznak. A zászló négy hosszúkás sávból ál, melyek felülről lefelé: arany (1/6), kék (2/6), ezüst (2/6), zöld (1/6).
A község pecsétje kör alakú, közepén a címer látható, körülötte pedig OBEC OPONICE (Appony község) felirat látható. A pecsét átmérője 35 mm.
A község jelképeinek ünnepélyes megszentelésére 1999. szeptember 24-én került sor a Szent Péter és Pál apostolok templomában, Appony és Szulóc képviselő testületének és a lakosság részvételével.

## Látnivalók

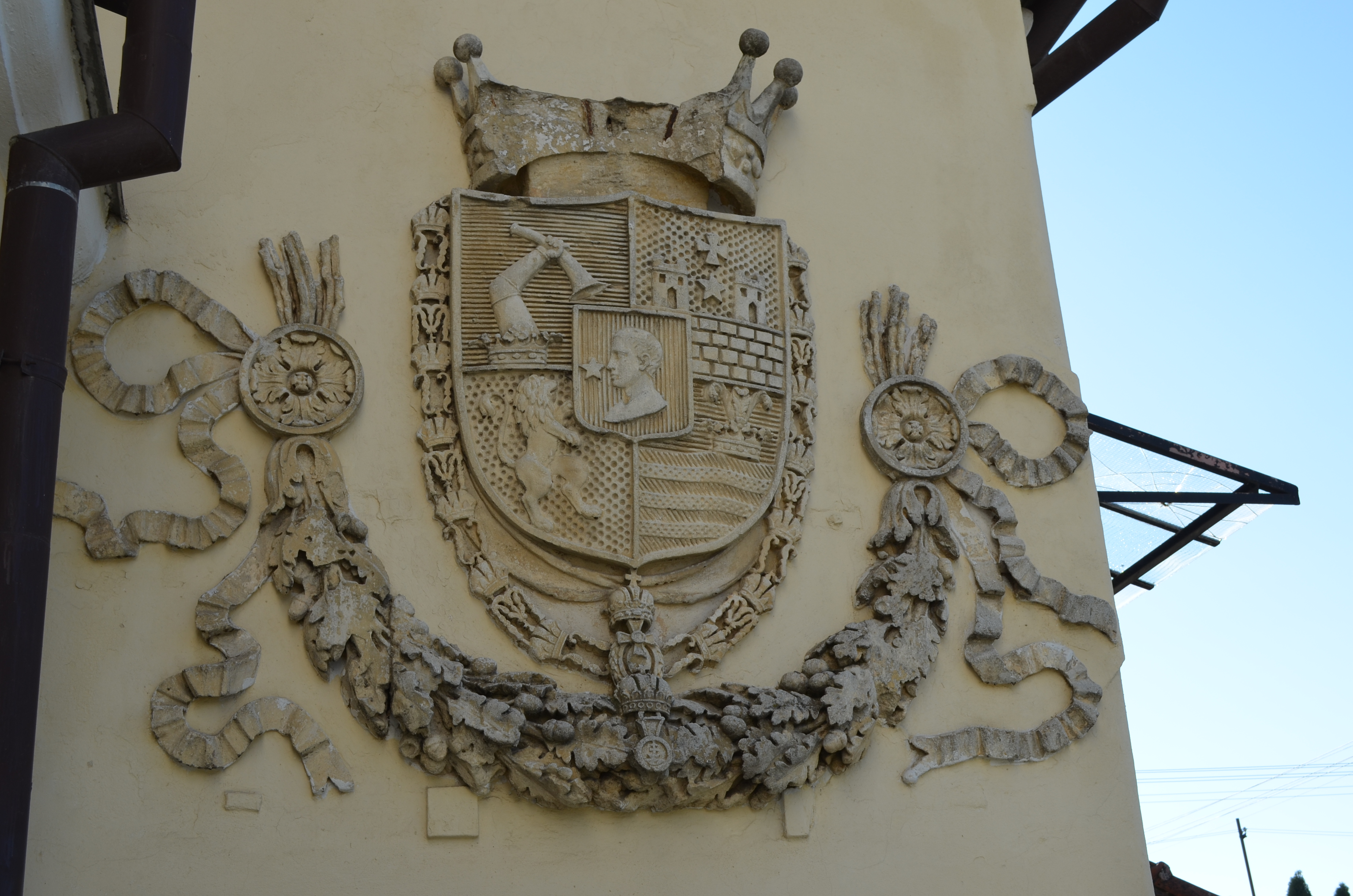
Apponyiak címere

- A községtől délkeletre, erdős hegy csúcsán áll Appony várának romja.
- A két késő reneszánsz várkastély közül a nagyobbikat 1844 és 1846 között bővítették. Benne található a híres 26 000 kötetes Apponyi-könyvtár, melyet 1774-ben alapított gróf Apponyi Antal Bécsben. 1855-ben ide költöztették át, számos könyvritkasága és pazar berendezése van.